# Joseph Michael Neustifter
Joseph Michael Neustifter (* 1949 in Eggenfelden) ist ein deutscher Künstler und Bildhauer.

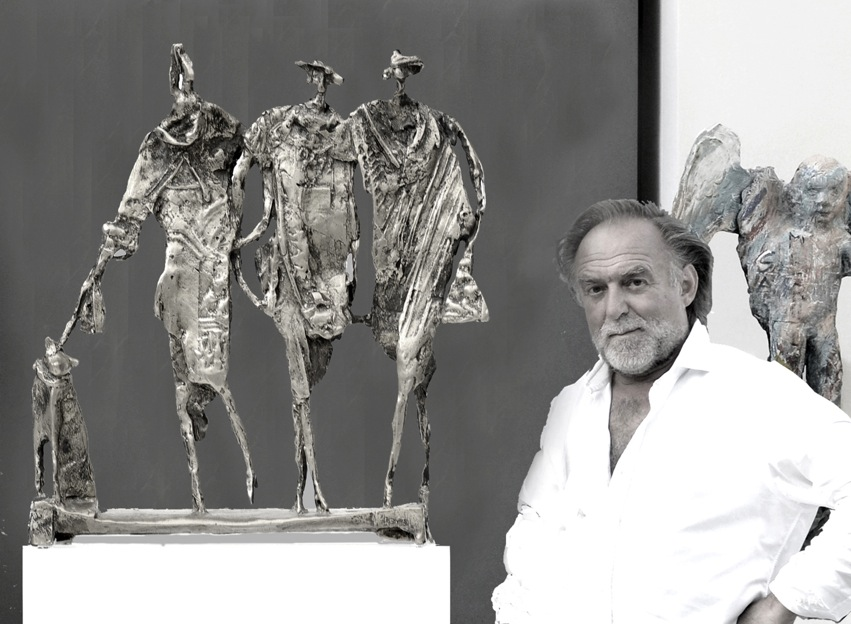
Joseph Michael Neustifter

## Leben
Neustifter wuchs in einer niederbayerischen Künstlerfamilie auf. Schon als Kind wollte er „Bilderbauer“ werden. Früh begabt, zeichnete er viel und modellierte in Ton, den er farbig bemalte. Mit fünf Jahren zog es ihn zur Violine und er begann ein Geigenstudium.
Mit 13 Jahren drängte sich dann immer mehr die Bildhauerei durch, Holz und Ton waren seine Arbeitsmaterialien. Im Alter von 16 Jahren entstand sein erster Bronzeguss, die erste zeitkritische Arbeit „Diskussion 66“. Er wurde jüngstes Mitglied im Berufsverband Bildender Künstler Niederbayern/Oberpfalz, absolvierte neben der Schulzeit eine Bildhauerlehre bei seinem Vater und wurde mit 18 Jahren Erster Bundessieger als Holzbildhauer. 1969 begann er das Studium an der Akademie der Bildenden Künste bei Georg Brenninger in München.
Im Alter von 20 Jahren erhielt er seinen ersten öffentlichen Auftrag, ein Brunnen in Bronze für das Gymnasium seiner Heimatstadt Eggenfelden und die Gestaltung seines ersten Kirchenraumes von der Diözese Passau. Während der Studienzeit gewann er zahlreiche öffentliche Wettbewerbe, die er während des Studiums ausführte.

## Werk
Die Figur ist ihm gleich wichtig und es entstehen große satirisch, zeitbezogene Allegorien, immer öfter als Brunnenskulpturen für den öffentlichen Raum. Daneben entstehen verschiedene Werkgruppen wie die plastischen Statements, die immer Stellung nehmen zu gesellschaftspolitischen Ereignissen seiner Zeit.
Neustifter macht fast ausnahmslos Unikate und er arbeitet meist in Bronze, Stein und Stahl.
Es werden ihm bis heute ca. 160 erste Preise mit Ausführung bei öffentlichen Wettbewerben „Kunst am Bau“ zugesprochen. Über die Jahre entstehen an die 200 Brunnen und Zeichen für den öffentlichen Raum und mehr als 90 Gestaltungen von Kirchenräumen vor allem im Süddeutschen Raum, Österreich, Italien und Frankreich.
Zu seinen letzten Arbeiten zählen u. a. das große Zeichen vor dem neuen Sendezentrum beim Bayerischen Fernsehen in München-Freimann, die Figurengruppe vor dem Stadttheater in Regensburg, die Benedikt Säule in Marktl am Inn, sowie die Papstsäule in Velletri/Italien, die Mariensäule in Lourdes/Frankreich, die Benedikt Säule in der Klosterabtei Metten und in Oberaudorf im Chiemgau, der Michael Sailer Brunnen in Barbing bei Regensburg, der Gunterbrunnen an der Basilika in Niederalteich, der bunte Hund in Eggenfelden, die Altarraumgestaltung in Ferschnitz/Österreich, die Brunnen Stele „Shrines of Europe“ für Altötting, die Altarraumgestaltung der Stadtpfarrkirche Passau, die Skulptur für die Blutenburg München, das Denkmal für die Opfer im Nationalsozialismus in Wangen im Allgäu, die Innengestaltung der Kirche in Kirchberg im Rottal, das Papstdenkmal für den bayerischen Wallfahrtsort Altötting und das Denkmal für Benedikt XVI. vor der Jakobskirche in Regensburg.
Neustifter arbeitet und lebt in Eggenfelden in Niederbayern.

## Besondere Werke

### Abstrakte Zeichen & Skulpturen

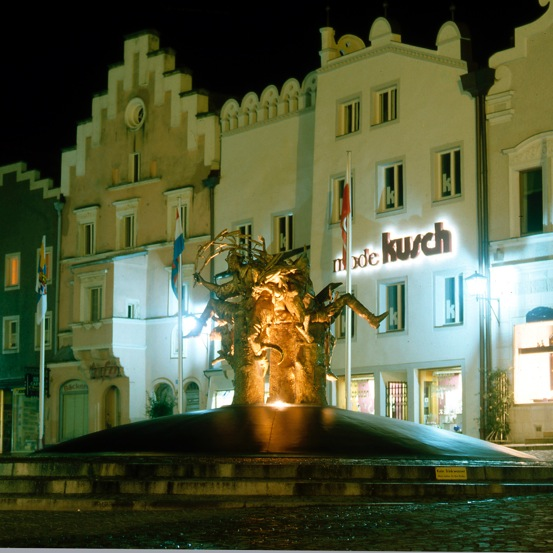
Allegorischer Sagenbrunnen auf großer Linsenarchitektur, Bronze 1995, Cham/Bayerischer Wald

Überregionale Bekanntheit erlangte Neustifter mit über 200 großen, meist in Bronze ausgeführten Skulpturen, Figurengruppen und abstrakten Zeichen, vornehmlich im süddeutschen Bereich. Neben einer Vielzahl an Werken für den öffentlichen Bereich (die Skulptur „Offenheit“ im Fernsehzentrum des Bayerischen Rundfunks in München-Freimann, „Die Band“ am Vorplatz des Stadttheaters in Regensburg) beschäftigte er sich in weiteren Kleinplastiken kritisch mit politischen und gesellschaftlichen Gegebenheiten und Veränderungen.

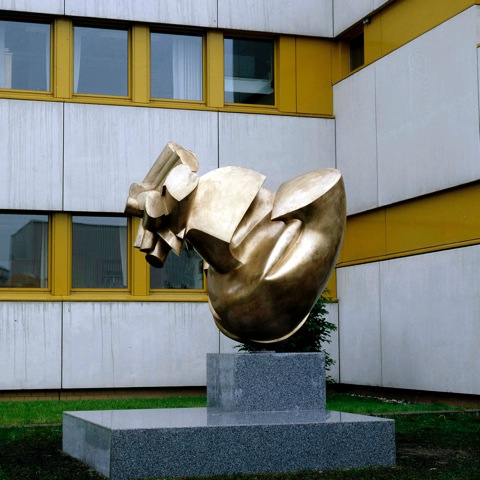
Herzskulptur Landshut

### Zwölf Säulen für Europa
Neustifter hat nach den drei Benediktsäulen für Marktl, die Benediktinerabtei Metten und Velletri eine vierte Säule in seinem Atelier in Eggenfelden geschaffen. Sie wurde am 28. Mai 2009 im französischen Wallfahrtsort Lourdes aufgestellt.
Die Idee der Säule in Form einer Schriftrolle ist hergeführt von der Regula des Hl. Benedikt von Nursia, dem Patron Europas. Diese Architekturform ist das verbindende Erkennungszeichen, die Aussagen der Säulen sind aber jedes Mal einer anderen Thematik gewidmet. Die Lourdes-Säule besteht, wie die drei Benediktsäulen auch, aus heller Bronze. Sie ist 4,30 Meter hoch und wurde in Eisenfelden als Unikat gegossen.

### Lourdes-Säule
Die Lourdes-Säule ist 4,30 Meter hoch und in heller Bronze gegossenen. Der Inhalt dieser Säule ist der Thematik von Lourdes gewidmet, der Marienerscheinung der Hl. Bernadette, sowie den vier großen Heiligen Frankreichs, Jean-Marie Vianney (dem Pfarrer von Ars), Therese von Lisieux, Charles de Foucauld und der Hl. Bernadette Soubirous. Alle Texte darauf sind in französischer Sprache verfasst. Die Schriften auf der Säule sind die überlieferten Texte, die bei der Erscheinung Marias damals gesprochen wurden. Die Motive sind die wichtigsten Stationen im Leben der Bernadette. Weitere Details sind z. B. als Gemme geschnitten die Altöttinger Madonna oder der Hl. Jakobus, die Anbetung der Heiligen Drei Könige, die Madonna Notre Dame von Paris und ein Zeichen für den Europäischen Verbund. Mit dem Wappen von Papst Benedikt XVI. und dem Jahr 2008 ist verbindend hingewiesen auf das 150. Jubiläum der Erscheinung sowie auf die anderen Benediktsäulen.
Die Lourdes-Säule ist ein Geschenk einer Familie aus Beirut an den französischen Wallfahrtsort und der 150-jährigen Marienerscheinung gewidmet. In der Bodenplatte sind Eckdaten eingearbeitet, die unter anderem ein Händereichen der großen Weltreligionen symbolisieren. „Auch den Opfern der Terroranschläge ist eine Seite gewidmet“, so Neustifter. Ein Dreivierteljahr hat Joseph Michael Neustifter an der Lourdes-Säule gearbeitet. Am 26. Mai 2009 wurde die Säule nach Lourdes transportiert.
Nachdem die vier Bodenplatten aus Granit gesetzt waren, konnte die Säule dort mit einem Kran aufgestellt werden. Die Säule steht 200 Meter entfernt von der Grotte im sogenannten „Heiligen Bereich“ auf einem Platz vor dem Accueil Notre Dame, an dem die Pilgerprozessionen mit den Kranken beginnen.

### Flurkreuzweg
Für den 2010 geweihten Flurkreuzweg am Buchberg in Traitsching hat Neustifter 15 Bronzetafeln gefertigt, die die 15 Stationen der Passion Christi darstellen.

## Bildergalerie

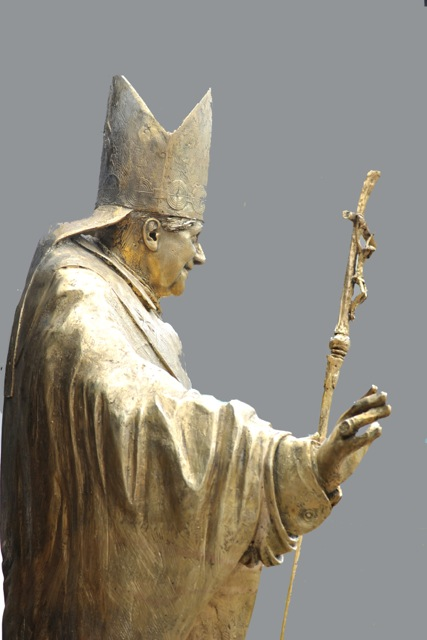
Papst-Benedikt-Denkmal für den bayerischen Wallfahrtsort Altötting
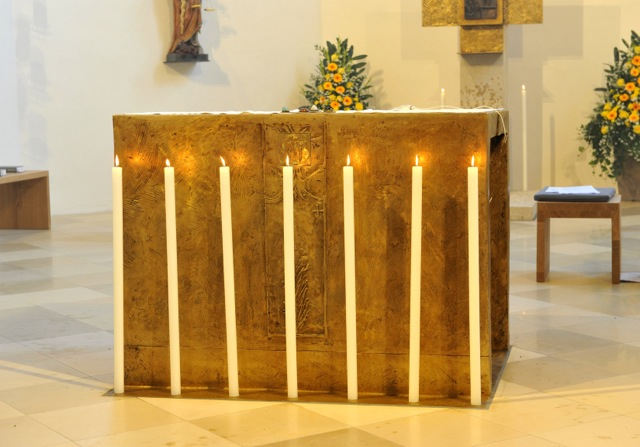
Altar der Kirche Kirchberg im Rottal
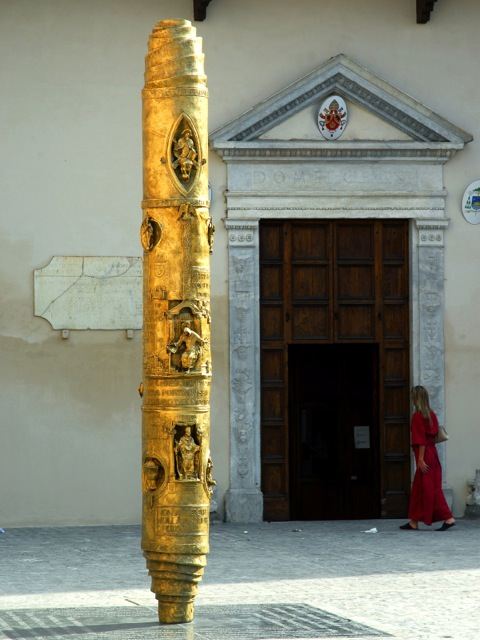
Benediktsäule in Velletri/Italien
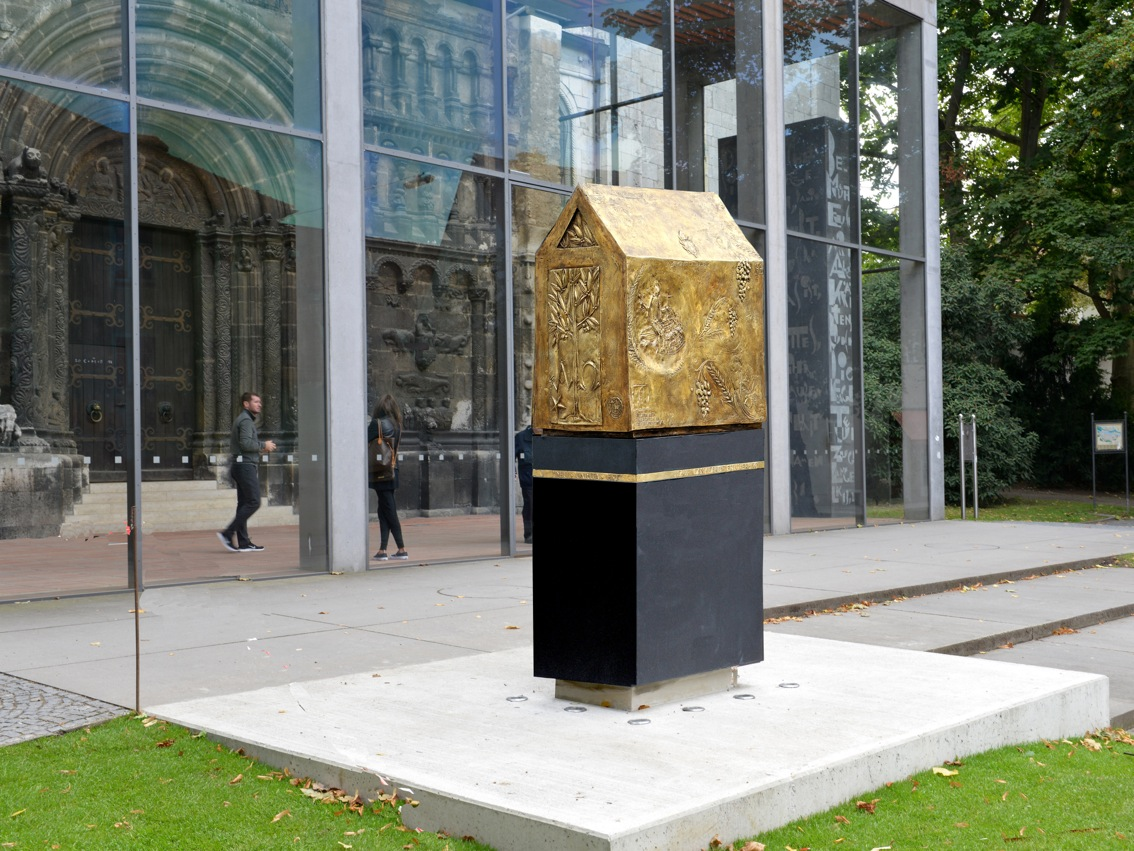
Erinnerungszeichen für Papst Benedikt XVI. vor der Kirche St. Jakob, Regensburg 2017
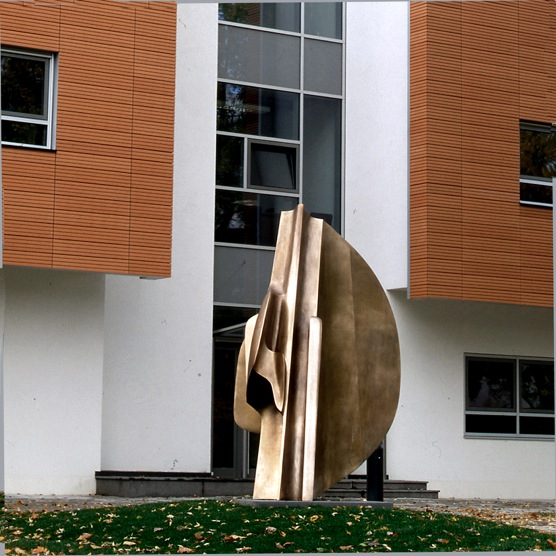
Zeichen für das Neue Fernsehzentrum des Bayerischen Rundfunks München-Freimann Bronze 2002
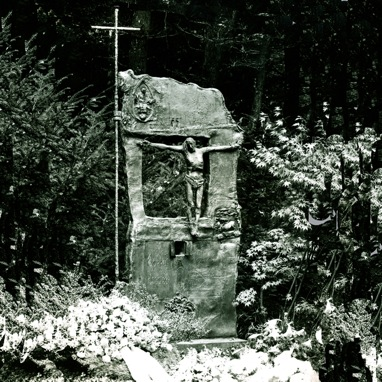
Grabzeichen des bayerischen Ministerpräsidenten Alfons Goppel, München Waldfriedhof
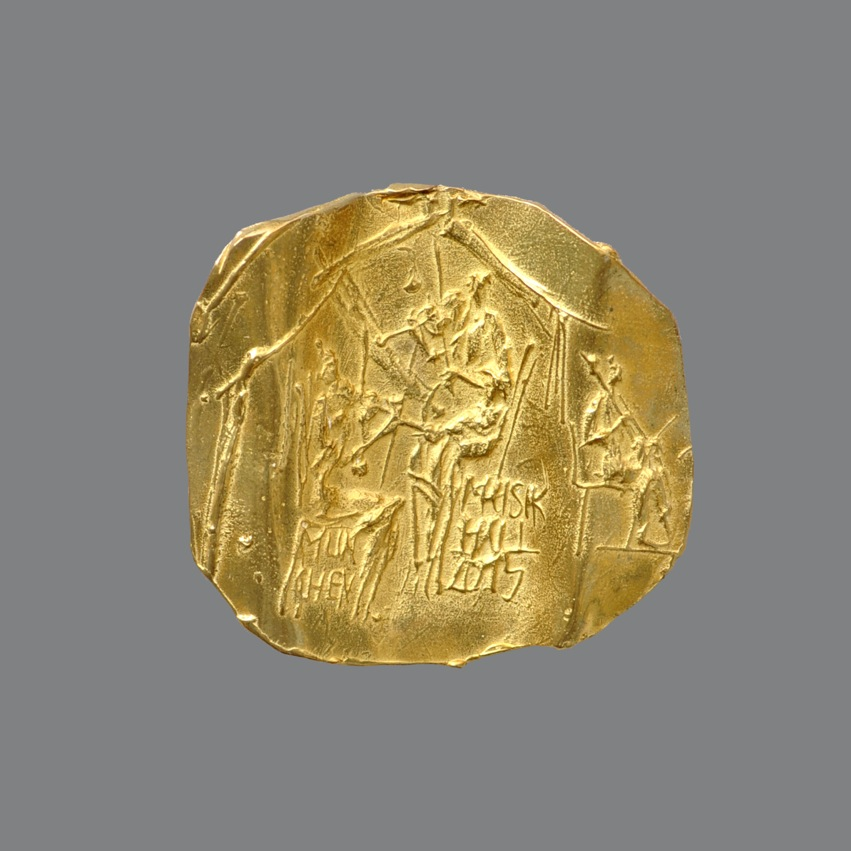
Schmuckanhänger „Neuer Konzertsaal München“, Bronze
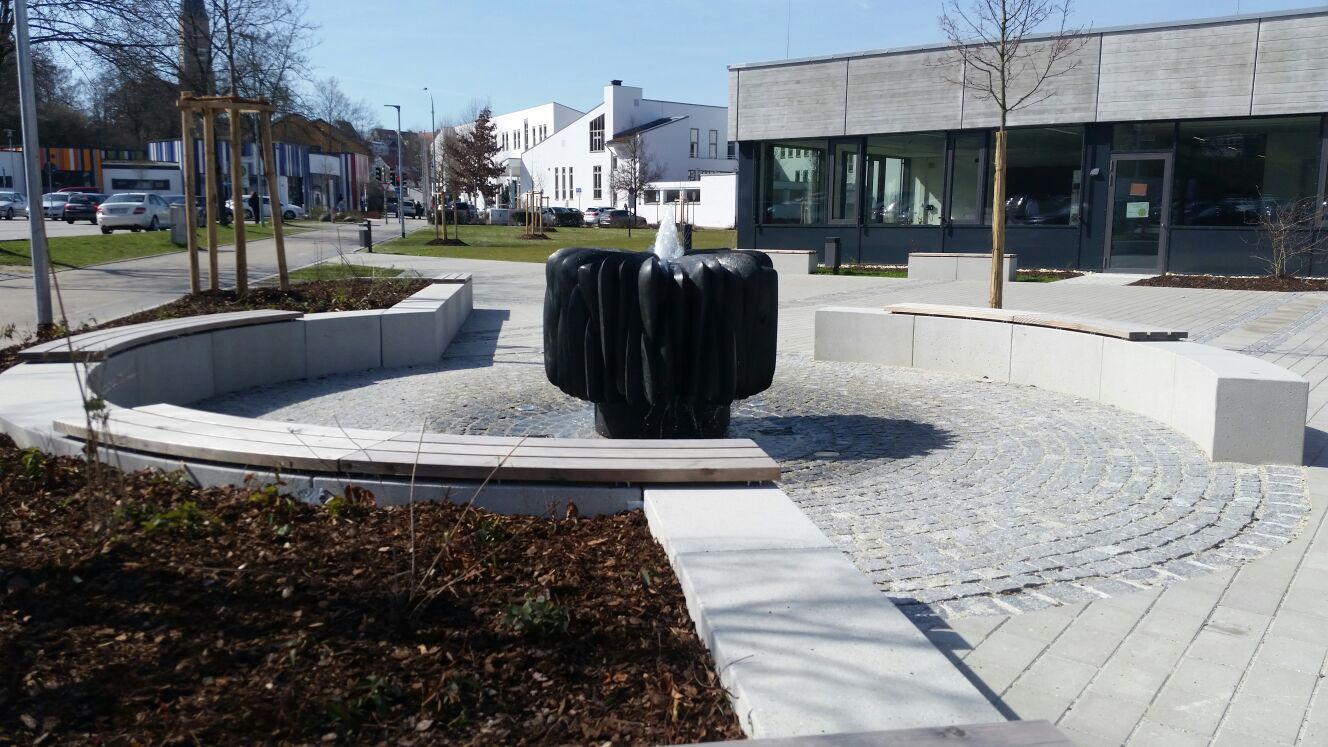
Brunnenskulptur am Brunnenhof des Gymnasiums in Dingolfing

## Wettbewerbe & Auszeichnungen
Für seine Werke im öffentlichen Raum gewann Neustifter zahlreiche Wettbewerbe und Auszeichnungen.
- 1. Bundessieger der deutschen Handwerksjugend als Bildhauer (1968)
- Preis der Akademie der Bildenden Künste München (1972)
- Bayerischer Staatspreis für ein Kreuzzeichen in Bronze (1972)
- Verleihung des Großen Kulturpreises Ostbayern der OBAG (1983)
- Bayerischer Staatspreis für einen Kreuzweg in der Krankenhauskapelle Altötting (1984)
- Verleihung des Sonderpreises für Kunst am Bau im Bundes Wettbewerb für Städtebau in Hamburg für den satirischen Unternehmerbrunnen (Handwerkskammer Pfarrkirchen) (1989)
- Bundesverdienstkreuz am Bande (21. November 1994)[5]
- Verleihung des Bayerischen Verdienstordens für das Künstlerische Werk (2005)